# Michael E. Leiter

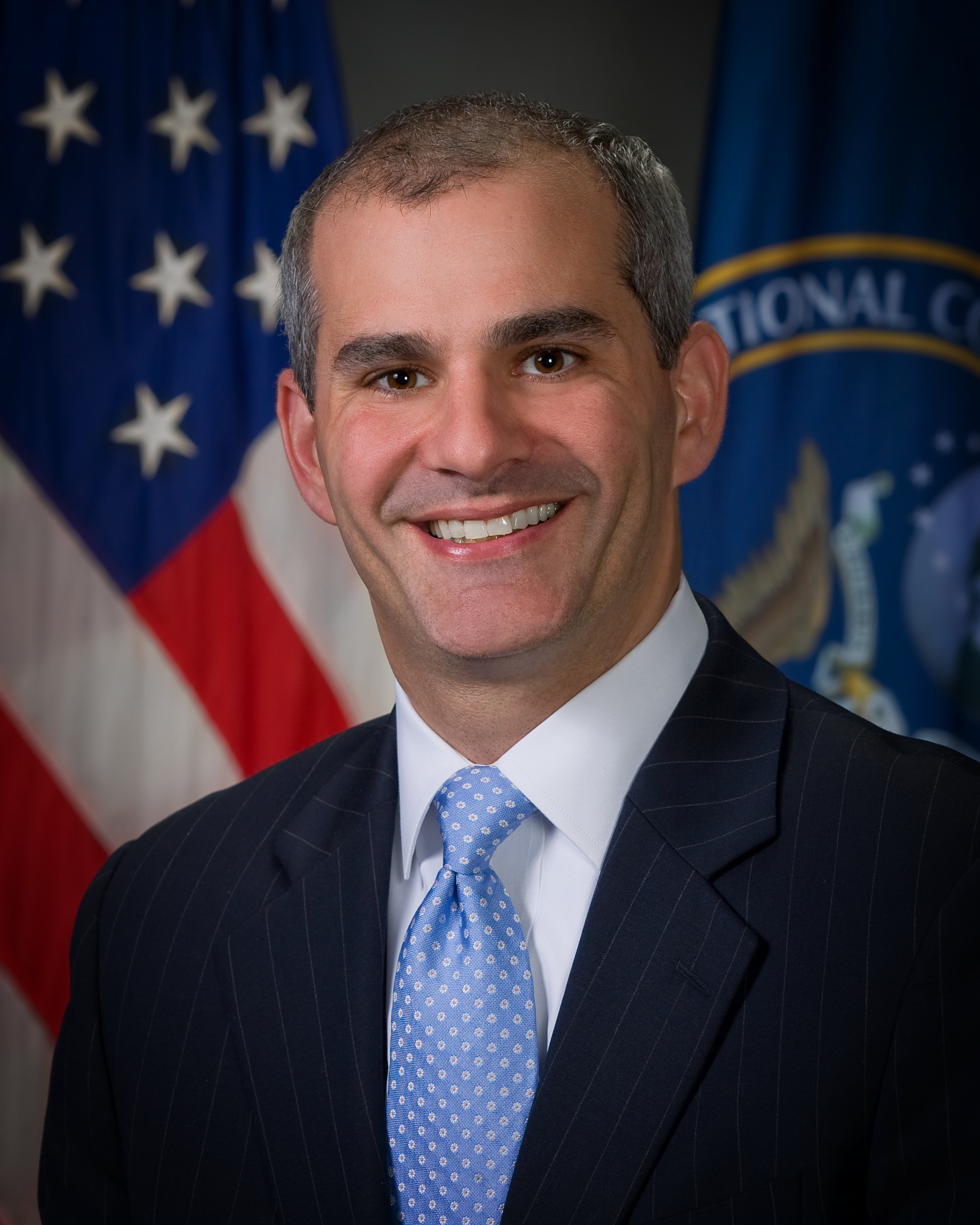
Michael Evan Leiter

Michael Evan Leiter (* 1969) ist ein US-amerikanischer Antiterror- und Cybersecurity-Experte. Er war von 2007 bis 2011 Direktor des National Counterterrorism Center (NCTC).
Leiter wuchs in Englewood, New Jersey auf und studierte an der Columbia University. Von 1991 bis 1997 diente er als Naval Flight Officer bei der U.S. Navy unter anderem in Jugoslawien und dem Irak. Anschließend absolvierte er ein Jurastudium an der Harvard University.
Nach seinem Studium arbeitete Leiter für verschiedene Bundesbehörden im Justizdienst, bevor er für die Iraq Intelligence Commission zur Untersuchung des Versagens der Geheimdienste in Bezug auf Massenvernichtungswaffen im Irak und im Büro des Director of National Intelligence (DNI) tätig war, dessen Amt John Negroponte innehatte. 
Im November 2007 wurde Leiter von Präsident George W. Bush zum Direktor des United States National Counterterrorism Center (NCTC) ernannt. Er blieb auch nach der Amtsübernahme von Barack Obama im Amt. Kritisiert wurde seine Amtsführung, nachdem es der NCTC 2009 nicht gelungen war, den, letztlich gescheiterten Anschlag auf Northwest-Airlines-Flug 253 im Vorfeld zu vereiteln, obwohl der Täter, Umar Farouk Abdulmutallab, den Sicherheitsbehörden als Extremist bekannt war. Zum 8. Juli 2011 trat Leiter von seinem Amt zurück, in dem ihm Matthew G. Olsen nachfolgte.
Nach seinem Ausscheiden aus dem NCTC arbeitet Leiter als Berater des Unternehmens Palantir Technologies, welches Datenanalyse-Software entwickelt und Sicherheitsbehörden wie der amerikanische Geheimdienst CIA zu den Anwendern zählt., Zudem ist Leiter als Redner, Kommentator und Experte zu Antiterrorismus und Cybersecurity für den Fernsehsender NBC News tätig.